# Nazionale di pallavolo femminile sorde dell'Italia
La nazionale di pallavolo femminile sorde dell'Italia è la rappresentazione sportiva della pallavolo femminile dell'Italia dei disabili uditivi.

## Palmarès
- 2017 - argento alle Olimpiadi per sordi (Deafilmpyc, Samsun, Turchia)
- 2018 - argento ai campionati Europei pallavolo sordi U21 (Palermo, Italia)
- 2019 - oro agli Europei di pallavolo sordi senior (Cagliari, Italia)
- 2020 - argento ai Mondiali di pallavolo sordi
- 2022 - argento alle Olimpiadi per sordi (Deaflympics, Caxias do Sul, Brasile)
- 2023 - bronzo agli Europei di pallavolo sordi senior (Karabuk, Turchia)

## Allenatori
- Alessandra Campedelli[4] (2016 - 2022)
- Glauco Sellan (2022-ora)

## Premi e riconoscimenti
- Gazzetta Sports Awards (Atleta paralimpico, 2017)[5][6]